# 赵振铣
赵振铣（1956年7月—），四川成都人，汉族，中华人民共和国政治人物、第十一届全国政协委员。
加入中国民主同盟，担任民盟中央常委、四川省委主委、四川省监察厅副厅长。2008年，当选第十一届全国政协委员，代表中国民主同盟，分入第五组。2013年1月，当选为四川省政协副主席。2018年1月，当选第十三届全国政协委员。2023年1月14日，卸任四川省政协副主席职务。